# Брайоні Коул
Брі Коул  (англ. Bree Cole; нар. 28 лютого 1983) — австралійська стрибунка у воду, олімпійська медалістка.

## Виступи на Олімпіадах
| Олімпіада  | Дисципліна                           | Місце |
| ---------- | ------------------------------------ | ----- |
| Пекін 2008 | синхронні стрибки з вишки з трамліна | 5     |
| Пекін 2008 | синхронні стрибки з вишки            | 2     |